# Hjorthorn, Törne Matssons ätt
För andra ätter som kallats samma sak, se Hjorthorn
Hjorthorn eller Törne Matssons ätt är en nutida konventionell benämning på en svensk medeltida frälseätt av lagmän med ursprung från Närke som inte själva använde något släktnamn. Ätten kallas idag för Hjorthorn på grund av de bevarade sigill med vapensköldar, som avbildar ett hjorthorn som bildar en nästan sluten cirkel inne i skölden.
Ätten som via sina släktförbindelser bör ha tillhört Sveriges högfrälse utgår från den äldsta kända medlemmen:
1. Tyrner eller Törne (död efter 1292) och från honom är tre söner kända, Filip Törnesson, Törne Törnesson och Mats Törnesson.
  1. Törne Törnesson.
  2. Sonen Filip Törnesson (Hjorthorn) död efter 1279, var lagman i Närkes lagsaga 1272–1279 [2] och gift med en dotter till Filip Birgersson av Aspenäsätten och även dotterdotter till den svenske jarlen Knut Birgersson (Folkungaätten).[3] Deras dotter Birgitta Filipsdotter gifte sig med Rörik Algotsson av lagmansätten Algotsönerna.
  3. Sonen Mattias, eller Mats Törneson (Hjorthorn) (död efter 1316) var gift med Ingegerd Svantepolksdotter, dotter till Svantepolk Knutsson och Bengta Sunesdotter (Bjälboätten), ett gifte som innebar härstamning både från danska kungafamiljen, som från kung Sverker den yngre av Sverige och Folke jarl och Amaätten.

Från senare generationer kan nämnas en ifrågasatt men trots avsaknad av bevis trolig ättling, häradshövdingen över Dalarna, riddaren Ingel Jönsson Hjorthorn (död 1477/78), som 1486 med sin hustru Birgitta Sonedotter grundade Gudsberga kloster, ett cisterciensiskt munkkloster i Husby socken i nuvarande Hedemora kommun (Dalarnas län) i Dalarna, vilket kom att bli Sveriges sista munkkloster av Cisterciensorden samt Dalarnas enda kloster.